# Paule Desjardins
Paule Desjardins (Calais, 19 de abril de 1929 - Millau, 31 de dezembro de 2007), também conhecida como Paule Canat, é uma cantora francesa que representou a França no Festival Eurovisão da Canção 1957 , o segundo da história do Festival Eurovisão da Canção.
Ela classificou-se em segundo lugar, tendo recebido um total de 17 pontos, com a sua canção  "La belle amour".
Durante a sua carreira gravou dez EP's e no início da década de 1960, terminou a sua carreira de cantora para se casar com o empresário francês Charles Canat. A partir daí, Paule Canat trabalhou como designer de lingerie em Millau na empresa do seu marido Canat, onde criou coleções até à década de 1990. Charles e Paule tiveram um filho, Joël, que geriu a empresa do pai desde 1991 até 1996, quando a vendeu a Saaly Holding.